# Би Джей Бласковиц
Уильям Джозеф «Би-Джей» Бласковиц (также Блажкович и Блацкович) (англ. William Joseph «B.J.» Blazkowicz) — вымышленный персонаж, протагонист серии игр Wolfenstein. Американский шпион польско-еврейского (американо-польского) происхождения, специализирующийся на миссиях в тылу врага. Помимо борьбы с регулярной немецкой армией, он также часто сталкивается с нацистскими экспериментами в области биомеханических технологий и оккультизма.

## Биография
Биография главного героя различна в играх до Return to Castle Wolfenstein и начиная с неё.

### ДоReturn to Castle Wolfenstein
Бласковиц родился в Соединённых Штатах в семье польских иммигрантов. После Второй мировой войны он начал воспитывать сына по имени Артур. В конце концов у Артура появляется сын Билли Блейз, который стал протагонистом игр серии Commander Keen. Геймдизайнеры Джон Ромеро и Том Холл подтвердили, что персонажи Doom, Wolfenstein и Commander Keen — родственники. Би-Джей — дед Билли Блейза, однако между главными героями Commander Keen и Doom ещё несколько поколений.

### Начиная сReturn to Castle Wolfenstein
Согласно Wolfenstein II: The New Colossus, Уильям Бласковиц родился 15 августа 1911 года в Соединённых Штатах в городе Мескит, штат Техас (в этом городе была основана компания id Software, которая разработала Wolfenstein 3D и является создателем данного персонажа) в семье американского поляка Рипа и польской еврейки Зофии.
Во время Второй мировой войны Би-Джей стал сержантом в армии США, прежде чем получить комиссию командира и быть завербованным в качестве агента вымышленной тайной англо-американской организации УСО, Управление Секретных Операций (англ. OSA, Office of Secret Actions), вымышленной версии Управления стратегических служб. Отдел отправляет его для расследования слухов об оккультной деятельности Отдела паранормальных явлений СС.

## Появления

### В играх
Бласковиц впервые появляется в Wolfenstein 3D и приквеле Spear of Destiny. Позже он выступает в роли протагониста в Return to Castle Wolfenstein и во всех последующих продолжениях: Wolfenstein (2009), Wolfenstein RPG, Wolfenstein: The New Order, Wolfenstein: The Old Blood и Wolfenstein II: The New Colossus. Исключением являются бесплатный многопользовательский шутер Wolfenstein: Enemy Territory, который не имеет сюжетной кампании, и сюжетные дополнения Wolfenstein II: The New Colossus, имеющие других протагонистов.

#### Wolfenstein 3D
Во время своего первого появления Бласковиц выступает в роли пленника замка Вольфенштайн. Его задача — сбежать из заключения. В сюжетных приквелах первых 3 эпизодов, в эпизодах 4—6, Би-Джей выполняет специальные задания в роли агента.

#### Spear of Destiny
Как и в последних эпизодах Wolfenstein 3D, Бласковиц играет роль агента с особой миссией — уничтожить значимых для нацистского режима людей и планы нацистов. Главной целью является возвращение ценного артефакта — Копья Судьбы, в честь которого и была названа данная часть.

#### Return to Castle Wolfenstein
В перезапуске серии Бласковиц впервые выступает агентом организации УСО. Представителем данной организации главный герой выступал вплоть до событий Wolfenstein: The Old Blood. Непосредственно в Return to Castle Wolfenstein протагонист снова выступает в роли сбежавшего узника замка Вольфенштайн, который по ходу игры сталкивается не только с обычными солдатами Рейха, но и с результатами нацистского оккультизма.

#### Wolfenstein RPG
Как и в некоторых прошлых частях франшизы, Бласковиц является узником замка Вольфенштайн, пойманным во время секретной миссии. Сюжетно не связана с остальными частями.

#### Wolfenstein(2009)
Бласковица отправляют в город Айзенштадт, где восходящая звезда Паранормальной Дивизии СС, Генерал Виктор Цетта, пытается овладеть силами некоего Чёрного Солнца, так как с их помощью Третий Рейх достигнет своей цели — порабощения мира. С помощью местного сопротивления Би Джей в очередной раз рушит коварные планы нацистов и чуть ли не убивает своего смертельного врага — Вильгельма «Черепа» Штрассе.

#### Wolfenstein: The New Order
В этой части игры Бласковиц является членом тайного общества «Круг Крайзау», ранее появлявшегося в Return to Castle Wolfenstein и Wolfenstein 2009 года. В ходе сюжетной кампании он совершает ряд диверсий, которые подрывают власть нацистов в альтернативном 1960-м году. Главным антагонистом выступает 100-летний нацистский ученый Вильгельм «Череп» Штрассе, ранее занимавший эту роль в Return to Castle Wolfenstein и Wolfenstein 2009 года.

#### Wolfenstein: The Old Blood
В приквеле Wolfenstein: The New Order протагонист в очередной раз является пленником замка Вольфенштайн и противостоит штурмбаннфюреру Руди Егеру. После побега из замка Бласковиц возвращается к роли агента УСО и пытается получить папку с координатами замка Вильгельма Штрассе у нацистского археолога Хельги фон Шаббс.

#### Wolfenstein II: The New Colossus
Как и в прошлой по хронологии игре, Wolfenstein: The New Order, главный герой является борцом сопротивления в лице общества «Круг Крайзау». Основные события игры происходят в США. Главным антагонистом выступает Ирен Энгель, второстепенный антагонист Wolfenstein: The New Order.

#### Quake Champions
В июне 2017 года Бласковиц появился в Quake Champions в качестве игрового персонажа с уникальными способностями — Чемпиона. В данной игре он имеет пассивную способность к восстановлению здоровья и активную — к стрельбе с 2 рук. Quake Champions сюжетно не связана ни с одной игрой серии Wolfenstein.

#### Wolfenstein: Youngblood
В спин-оффе Youngblood престарелый Бласковиц пропадает без вести, и его дочери-близнецы, Джесс и Софи, должны найти его и спасти.

### В других медиа
В декабре 2017 года Бласковиц появился в выпуске комикса Wolfenstein: The Deep, события которого разворачиваются в одной вымышленной игровой вселенной с последними играми серии.

## Внешность
На протяжении франшизы внешность главного героя неоднократно кардинально менялась.
- Во время своего первого появления в Wolfenstein 3D Бласковиц изображен как светлокожий мужчина с рыжими волосами и голубыми глазами, одетый в серую тюремную робу. В следующей игре серии, Spear of Destiny, внешность персонажа не изменилась.
- Первое крупное изменение внешности было произведено в Return to Castle Wolfenstein. Цвет волос героя изменился на темно-каштановый, появилась щетина, изменилась форма лица. Одежда сменилась на форму рядового армии США времен Второй мировой войны.
- В Wolfenstein (2009) внешность персонажа серьёзно меняется во второй раз. Цвет волос был изменён на чёрный, сама прическа стала заметно длиннее, а форма рядового США была заменена на кожаную чёрную куртку и темные брюки.
- В третий и последний на данный момент раз образ Бласковица существенно меняется в Wolfenstein: The New Order. Форма лица стала более близка к оригинальному внешнему виду героя, показанному в Wolfenstein 3D. Прическа снова стала короткой, цвет волос изменился на светло-русый, а новый костюм составлен из коричневой кожаной куртки с поднятым меховым воротником, серого свитера, красной клетчатой рубашки, перчаток без пальцев и темно-коричневых брюк. Из-за сюжетных событий Wolfenstein: The New Order на левом виске появляется несколько шрамов[12][13].
- В Wolfenstein: The Old Blood внешность самого героя остается прежней, однако у него отсутствуют шрамы, так как данная часть является приквелом к предыдущей игре серии. В The Old Blood протагонист имеет по своему костюму на каждую из 2 историй. В первой истории, получившей название «Руди Йегер и Волчье логово», Бласковиц появляется в брюках от костюма немецкого офицера и с голым торсом. Данный образ является отсылкой на одну из обложек Wolfenstein 3D. В части «Мрачная тайна Хельги фон Шаббс» главный герой использует для прикрытия форму немецкого солдата.
- В Wolfenstein II: The New Colossus внешность Бласковица незначительно меняется. Кроме шрамов на виске появляется шрам на правой стороне лица. Старый костюм с событиями игры меняется на новый, представленный ярко-жёлтой курткой с черными рукавами с желтыми полосами, футболкой с принтом «airborne» и серыми брюками[14].
- В Quake Champions образ Бласковица аналогичен внешнему виду, показанному в Wolfenstein: The New Order[15], однако благодаря возможности кастомизации персонажа стандартный костюм может быть заменен на костюмы (или их составные части) из Return to Castle Wolfenstein или с обложки Wolfenstein 3D. За покупку Wolfenstein II: The New Colossus в сервисе Steam в любом доступном издании каждый игрок получает легендарный косметический образ «Жуткий Билли», который полностью аналогичен основному костюму Бласковица в The New Colossus[16].

## Критика и отзывы
Персонаж был хорошо принят прессой. В 2008 году IGN включила Бласковица в перечень персонажей, которых она хотели бы видеть в финальной файтинг-игре:
Би-Джей Бласковиц, пожалуй, наиболее известный солдат, который сделал первый выстрел в войнах от первого лица
IGN также поставила его на 15 место в списке лучших коммандос в видеоиграх:
Этот одинокий американский солдат стал проклятием нацистских рядов.
На самом деле, нет больше победы для коммандос, чем убийство Гитлера
В 2012 году GamesRadar назвал Бласковица 93-м «самым запоминающимся, влиятельным и задористым» протагонистом в видеоиграх.
В 2007 году UGO.com назвала его «настоящим американским героем» и включила в свой список величайших солдат в истории развлечений, также включив его в список величайших евреев в видеоиграх: «Бытие ненавистным нацистами сыном польских иммигрантов делает Би-Джея кандидатом, но его иудаизм по-прежнему остаётся неподтверждённым. Для всех нацистов, которых он уничтожил, Би-Джей заслуживает обрамленный почетный сертификат еврея». Стивен Тотило из Kotaku писал, что в «The New Order есть „намёки“», что Бласковиц является евреем, такие как его знание письменного иврита. Когда Тотило связался с Bethesda Softworks, они заявили ему, что это «никогда не было прямо заявлено», а студия-разработчик MachineGames решила «оставить данный вопрос для интерпретации игроку». Создатель персонажа, Том Холл, позже подтвердил, что мать Бласковица была еврейкой (однако данное утверждение остаётся истинным лишь для Wolfenstein 3D и Spear of Destiny).
По словам корреспондента Spike, Джейсона Чиприано, «The New Order, кажется, является первой игрой [в серии Wolfenstein], которая реально даёт персонажу некоторую глубину, и вместо того чтобы просто быть другим американцем, одержимым свержением нацистского режима, Бласковиц выглядит, будто он более многослойный персонаж. Би-Джей имеет друзей, любовный интерес и более вескую причину свергнуть нацистов: в этот раз он пытается не просто выиграть войну — он пытается спасти мир». Энтони Джон Агнелло из The A.V. Club заметил, что MachineGames стремятся «изобразить Бласковица как цельного человека, — по крайней мере, как человека, каким он должен быть, когда убивает буквально тысячи людей, роботов, собак и роботов-собак». Райан Талджоник из GamesRadar высказал мнение, что Би-Джей [стал] довольно интересным персонажем и предоставляет [игроку] несколько внутренних монологов с правильным количеством драмы, а также отметил работу Брайана Блума: «фантастическая озвучка делает его [Бласковица] правдоподобным».